# Paula Paloma
Paula Paloma, geboren als Paula den Besten (Nijmegen, 18 mei 1969), is een Nederlandse zangeres.

## Carrière
In oktober 2006 maakte Paloma haar debuut met de single De Bloedkoralen Bruidsjurk, die in de Nederlandse Single Top 100 terecht kwam. In maart 2007 kwam haar single Helemaal Gehad Met Jou uit, die nog hoger in deze hitlijst verscheen. Later dat jaar, in juni, werd haar single Wat Dacht Je? uitgebracht. Dit lied bleef tien weken lang in de Single Top 100 staan, met als hoogste positie plaats 49. In juli 2007 kwam het eerste studioalbum van Paloma uit, dat eveneens de titel Wat Dacht Je? draagt. Op dit album verschenen ook de eerder uitgebrachte singles De Bloedkoralen Bruidsjurk en Helemaal Gehad Met Jou.
In oktober 2007 bracht Paloma nog een single uit: SOS. Deze single werd na Wat Dacht Je haar meest succesvolle hitsingle. Na de uitgave van SOS in 2007 verscheen Paloma tot 2011 niet meer in Nederlandse hitlijsten. In april 2011 bracht ze Hé Tot Snel uit; deze single kwam op plaats 81 van de Nederlandse Single Top 100.
Na Hé Tot Snel verdween Paloma uit de publiciteit. Sinds 2019 maakt Paloma echter wel nog op een hobbymatige wijze muziek onder het alias 'Paula-D'. Zo bracht ze onder deze naam de single Blijf Je Nog Even Dicht Bij Mij? uit. Met haar werk als Paula-D ontving ze zo goed als geen publiciteit en is ze tevens zeer onbekend.

## Discografie

### Albums
- Wat Dacht Je? (2007)

### Singles
| Single met hitnotering(en) in de Single Top 100 | Datum van binnenkomst | Hoogste positie | Aantal weken |
| ----------------------------------------------- | --------------------- | --------------- | ------------ |
| De Bloedkoralen Bruidsjurk                      | 18-11-2006            | #94             | 2            |
| Helemaal Gehad Met Jou                          | 17-03-2007            | #71             | 4            |
| Wat Dacht Je?                                   | 23-06-2007            | #49             | 10           |
| SOS                                             | 13-10-2007            | #59             | 10           |
| Hé Tot Snel                                     | 09-04-2011            | #81             | 4            |